# Can La
Can La és una casa d'Amer (Selva) protegida com a Bé Cultural d'Interès Local.

## Descripció
Edifici entre mitgeres de tres plantes i coberta de doble vessant a façana situat al costat dret del principi del carrer Girona. La façana, de dues crugies, està arrebossada i pintada de blanc, en mal estat de conservació, i té els emmarcaments de la major part d'obertures de pedra sorrenca. Existeixen restes de pintura al voltant de les obertures del primer i segon pis, possiblement, del segle xix.
La planta baixa consta de dos portals i d'una finestra entre ells. Els dos portals d'arc de mig punt, encara que un d'ells és d'obra de maçoneria i d'arrebossat i l'altre adovellat i fets amb grans blocs de pedra sorrenca. La finestra és petita, formada per quatre blocs de pedra sorrenca i enreixada de ferro de forja. Es veu un sòcol d'arrebossat i pintura grisa, encara que, com altres parts de la façana, està en mal estat quan no ha desaparegut parcialment. Les portes són fetes de fusta de roure.
El primer pis conté dues finestres emmarcades de pedra. Destaca sobretot la de la part dreta, un gran finestral fet de grans blocs, amb guardapols i llinda d'arc conopial lobulat, impostes de decoració floral, blocs de suport i ampit treballat amb motllures. Malgrat el desgast de la pedra, la seva conservació és relativament bona. L'altra finestra, també emmarcada de pedra sorrenca, té un ampit emergent i una reixa de ferro a la part baixa, a mode de petit balconet.
Al segon pis es veuen quatre finestres petites d'unes golfes o d'una tercera planta. Són fetes d'obra de maçoneria arrebossada. Existeixen dos ràfecs diferents, un a la part dreta i l'altre a la part esquerra. El de la part dreta consta de tres fileres de rajola, dues de rajola planera i una en forma de dent de diamant. El de la part de l'esquerra consta de dues fileres, una de rajola plana i una de teula.

## Història
Casa datada del segle xvi, amb reformes al llarg del segle XIXI i XX, pel que fa al segon pis i els interiors.
Can La, havia sigut un antic escorxador d'Amer, però actualment està deshabitada i mal conservada.
La casa conserva la finestra d'arc conopial i els portals adovellats originals.
Segons l'inventari de 1985, aquesta casa fou comprada per la família Tutau.